# Pittsburgh Phantoms
Pittsburgh Phantoms was een Amerikaanse voetbalclub uit Pittsburgh, Pennsylvania.
De club werd opgericht in 1967 en ging spelen in de nieuw opgerichte competitie van de NPSL. Na één seizoen werd de club ontbonden wegens lage opkomst, 3122 toeschouwers gemiddeld per wedstrijd. Enkel de Chicago Spurs hadden nog minder supporters.

## Bekende spelers
- Fred Bravenboer
- Cees Groot
- Piet de Groot
- Bertus Hoogerman
- Theo Laseroms
- Co Prins
- Manfred Seissler
- Cees Smit
- Rob de Vries

## Seizoen per seizoen
| Jaar | League | W  | V  | G | Ptn | Reg. Seizoen          | Playoffs            |
| ---- | ------ | -- | -- | - | --- | --------------------- | ------------------- |
| 1967 | NPSL   | 10 | 14 | 7 | 132 | 5de, Eastern Division | Niet gekwalificeerd |